# Washington Carrasco y Cristina Fernández
Washington Carrasco y Cristina Fernández es un dúo referente de la música popular uruguaya, fundado en 1976. En su repertorio se encuentran estilos vinculados al folklore rioplatense y su proyección. Entre ellos se cuentan la poesía musicalizada, la música ciudadana y diversos ritmos de distintas culturas iberoamericanas, como la gallega, que influye en Cristina Fernández por su ascendencia familiar. A lo largo de su trayectoria han recorrido América y Europa.

## Historia
En 1976 Cristina Fernández participa del espectáculo "Inti Canto" realizado en la Alianza Francesa de Montevideo, el cual estaba dirigido por Washington Carrasco, y a partir de ese momento deciden la integración del dúo que lleva sus nombres.
Al año siguiente de establecido el dúo, brindan, junto a la actriz Leonor Álvarez, el espectáculo musical "Y yo quiero cantártelo", que se mantuvo durante siete meses en cartelera. En 1977 se presentan en los espectáculos "Desde el origen" y "Ecos del camino" en el Teatro del Centro, de Montevideo. También brindan recitales en todo Uruguay, destacándose "Juegos Florales" y "Orvallo na meia Noite", los cuales fueron dados en gallego.
El primer disco del dúo es editado en 1980 y lleva por nombre "De puerta en puerta". Ese año realizan nuevas giras por todo el país.

## Discografía
- De puerta en puerta (R.C.A. Victor LPUS 332. 1980)
- Habrá un mañana (R.C.A. Victor TLP-50118. 1983)
- Uniendo pedazos de palabras (1984)
- Vidamorymuerte (con Estela Castro. Sellos Ceibo y Orfeo. 1984)
- Antología (Ceibo SCC 75518. 1987)
- Sorocabana... al sur de la nostalgia (Ceibo CSLP 75515. 1987)
- Antología II (1987)
- Mel es cerna (1988)
- Washington y Cristina en Japón (Orfeo91038-1. 1989)
- Nuestras canciones (Orfeo / EMI 8 21472 2. 1990)
- Por sobre el ala de un pájaro (Orfeo CDO 137-2. 1996)
- Nos queda la palabra (2002)
- El poema y la canción (con la Banda Sinfónica Municipal. 2004)

### Colectivos
- Canto popular uruguayo (junto al Grupo Vocal Universo. RCA Victor TLP-50026. 1982)
- Reunión en libertad (junto a varios artistas latinoamericanos. 1984)
- Reunión en libertad II (junto a varios artistas latinoamericanos. 1986)
- Viento esteño (1993)
- Ágape (sobre textos de Jorge Arbeleche, junto a Antonio Larreta y Andrés Stagnaro, entre otros. 1999)